# Карлос Вігарай
Карлос Мартін Вігарай (ісп. Carlos Martín Vigaray, нар. 7 вересня 1994, Леганес) — іспанський футболіст, правий захисник клубу «Алавес».

## Ігрова кар'єра
Вихованець клубу «Хетафе», а з сезону 2012/13 став виступати за дублюючу команду в Сегунді Б. 31 травня 2013 року він підписав перший професійний контракт з клубом терміном на два роки.
16 січня 2014 року Вігарай дебютував за першу команду в домашньому матчі Кубка Іспанії проти «Барселони» (0:2), а через місяць через ряд травм основних гравців клубу він вперше з'явився в матчі Ла Ліги, відігравши усі 90 хвилин в зустрічі проти мадридського «Реала» на домашньому стадіоні «Колісеум Альфонсо Перес». 11 червня 2015 року Карлос підписав нову дворічну угоду з рідним клубом і остаточно був переведений до головної команди. У сезоні 2014/15 він зіграв за неї 14 ігор в Ла Лізі, а клуб зайняв передостаннє 19 місце і вилетів до Сегунди.
Втім Вігарай залишився грати у вищому дивізіоні, оскільки 3 серпня 2016 року  підписав трирічний контракт з «Алавесом». Станом на 25 грудня 2018 року відіграв за баскський клуб 32 матчі в національному чемпіонаті.